# 鲁玛纳·曼苏尔
鲁玛纳·曼苏尔（英語：Rumana Monzur）曾经是达卡大学的助理教授，2001年和Hasan Sayeed结婚并育有一女。Monzur曾通过福布莱特计划前往加拿大不列颠哥伦比亚大学就读硕士，但遭其丈夫反对。2011年6月，Monzur的丈夫曾经袭击她，并伤害了她的眼睛和鼻尖。她曾返回温哥华接受治疗，但未挽回视觉。2011年12月Hasan Sayeed在监狱去世。2017年Monzur从不列颠哥伦比亚大学毕业。